# Aéroport de Plaine Corail
 (novembre 2018).
Si vous disposez d'ouvrages ou d'articles de référence ou si vous connaissez des sites web de qualité traitant du thème abordé ici, merci de compléter l'article en donnant les références utiles à sa vérifiabilité et en les liant à la section « Notes et références ».
 (novembre 2018).
L’aéroport Plaine Corail est un aéroport civil situé à Plaine Corail, dans la région sud-ouest de l’île Rodrigues, région autonome de la république de Maurice.  C'est le deuxième aéroport du pays après l'Aéroport international Sir Seewoosagur-Ramgoolam et également la seule structure aéroportuaire de l’’île Rodrigues. 

## Historique
Inaugurée en 1972, la petite piste d’atterrissage ne pouvait accueillir que des petits transporteurs comme l’ATR-42-500 de la compagnie « Air Mauritius ».
Au cours des années, le développement touristique dans l’île prit son essor, et le nombre grandissant d’arrivées a encouragé les autorités à procéder à l’agrandissement de la piste et la construction d’un nouvel ensemble de bâtiments comprenant aérogare, tour de contrôle et pompe à incendie. Le tarmac peut maintenant accueillir deux appareils de type ATR-72-500. La nouvelle piste fait 1 286 mètres contre 950 mètres auparavant.
Les travaux d’agrandissement se déroulèrent en deux phases. La première phase des travaux à Plaine-Corail concernait l'agrandissement de la piste d'atterrissage et l'installation d'équipements d'aide à la navigation aérienne. La compagnie Airport of Rodrigues (l'aéroport de Rodrigues) contracta des prêts à hauteur de Rs 100 millions, remboursables sur quinze ans, auprès du fonds de pension de Maurice pour financer ces travaux. La seconde phase des travaux, notamment la construction d'un nouveau terminal pour passagers avec des facilités hors taxes et d'autres facilités aéroportuaires fut livrée en 2003.
Le nouvel ensemble entra en service en octobre 2003 et a vu atterrir le premier vol en provenance de La Réunion (aéroport de Pierrefonds) le 26 décembre 2003. Ce vol direct fut possible grâce à la mise en service de l'ATR-72-500, le Port Mathurin. Air Mauritius annonça la fermeture de la ligne Rodrigues-Réunion à partir du 10 avril 2006 vu que les vols étaient à moitié vides. Le trafic aérien se limite à des dessertes quotidiennes entre Rodrigues et l'île Maurice. Deux compagnies aériennes assurent la liaison entre les deux îles, Air Mauritius et Catovair.
Le 4 octobre 2007 le gouvernement central annonça que l'aéroport de Plaine Corail serait dorénavant connu comme l'aéroport sir Gaëtan Duval, en hommage à ce dernier, qui avait grandement contribué au développement de l'île. L'aéroport  fut rebaptisé « aéroport de Plaine Corail » en 2017.
Le 30 septembre 2023, l'aéroport reçoit le feu vert de la part de la Banque mondiale (BM) pour entreprendre des travaux d'agrandissement de la piste. Financé à hauteur de 184 millions par la BM, les travaux prévoient notamment le passage de la longueur de la piste de 1,2 km à 2,1 km de long, des nouvelles aires de stationnement ainsi qu'une nouvelle tour de contrôle. Ces nouvelles infrastructures permettront à l'île Rodrigues d'accueillir des aéronefs dits moyen-courrier tels que des Airbus A321 ou des Boeing 737. Ces travaux permettront non-seulement d'accueillir plus de touristes mais également d'un meilleur accès à l'ile pour toutes sortes de missions.

## Catovair
La compagnie est une filiale d’Ireland Blyth Ltd. Elle opère avec deux Beechcraft 1900 D pouvant transporter 14 passagers. Un des deux appareils assure la liaison Rodrigues-Maurice alors que le second est basé à Madagascar pour des vols internes sur la grande île. Le vol inaugural sur Rodrigues eut lieu le 1er septembre 2005. La compagnie mis fin a la liaison Rodrigues-Maurice en 2007.

## Air Mauritius
La compagnie nationale de la république de Maurice fut la pionnière de l’aviation à Rodrigues. Les premiers vols furent assurés par des Twin Otter et par la suite par des ATR-42-500. La nouvelle piste d’atterrissage ne pouvant pas accueillir les Airbus A319, la compagnie opta pour la version améliorée de l'ATR, qui peut transporter 72 passagers.

## Air Austral
La compagnie aérienne de La Réunion Air Austral, décide de desservir l'aéroport de Rodrigues depuis l'aéroport de Saint-Pierre Pierrefonds en ATR 72-500.

## Duty Free
La Rodrigues Duty Free Paradise Ltd est une organisation autonome qui gère la boutique hors-taxe de Plaine Corail. Les passagers peuvent s’y approvisionner en whisky, vin, confiseries, cigarettes et parfums.